# Youth and Young Manhood
Youth & Young Manhood — дебютный студийный альбом американской рок-группы Kings of Leon, выпущенный в августе 2003 года. Его название основывается на Библии. «Как-то я рассматривал старую отцовскую Библию, — говорит Джаред, — и наткнулся на жизнеописание Моисея. Оно было составлено в виде дерева, и каждая ветка носила своё определенное название. Нам очень понравилось одно из них. Мы подумали, что слова Kings Of Leon и „Youth & Young Manhood“ будут неплохо смотреться вместе».

## Запись и релиз
Альбом был записан между Sound City Studios в Калифорнии (где были сделаны «Nevermind» Nirvana и «Rumours» Fleetwood Mac) и Shangri-La Studio в Малибу. «Molly’s Chambers», «Wasted Time» и «California Waiting» были выпущены синглами. «Spiral Staircase» вошла в PS3-игру MotorStorm. «Red Morning Light» была использована в рекламном ролике Ford Focus и в качестве интро в FIFA 2004 от EA Sports. «Holy Roller Novocaine» включена в саундтрек к фильму «Рики Бобби: Король дороги».

## Отзывы критиков
Отзывы критиков были в целом благоприятные, так как альбом получил 79 баллов от Metacritic. Многие высоко оценили воскрешение жанра южного рока, вдохновленное панком и гаражным роком, а журнал NME назвал альбом среди «лучших за последние 10 лет». Интернет-портал Allmusic нашёл альбом «неоригинальным по звучанию», хотя «некоторые сочные гитарные лики звучат отменно». Газета Village Voice назвала альбом «самым впечатляющим рок-дебютом 2003 года», отметив, что группа выросла, отталкиваясь от её первого мини-альбома. Журнал Rolling Stone в своем благосклонном отклике отметил, что группа умеет «вовремя стихнуть и дать процессу дойти до точки кипения», как и «вовремя воспрянуть и напомнить о себе звоном тамбуринов». Критики из Rolling Stone дали ему десятое место в списке лучших альбомов 2003 года, а New Musical Express назвал его седьмым.
В Великобритании альбом достиг 3-й строки списка, но на родине группы расходился хуже, ни разу не попав в первую сотню. Взрыв популярности группы в Австралии пришёлся на две недели, начинавшиеся 22 и 29 сентября 2008, когда все четыре студийных альбома группы оказались в первой полусотне, при этом альбом «Youth and Young Manhood» попал в список первых 50-ти впервые со времени его выхода в 2003, достигнув 46 позиции. Продажи альбома составили более 940 тысяч экземпляров по всему миру, а в списке 100 лучших альбомов десятилетия по версии журнала Rolling Stone он занял 80-е место.

## Список композиций
Слова и музыка всех песен — Калеб Фоллоуилл, Натан Фоллоуилл и Анджело Петраглиа.
| №   | Название                                      | Длительность |
| --- | --------------------------------------------- | ------------ |
| 1.  | «Red Morning Light» (Красный утренний свет)   | 2:59         |
| 2.  | «Happy Alone» (Счастлив в одиночестве)        | 3:59         |
| 3.  | «Wasted Time» (Время, потраченное впустую)    | 2:45         |
| 4.  | «Joe’s Head» (Голова Джо)                     | 3:21         |
| 5.  | «Trani»                                       | 5:01         |
| 6.  | «California Waiting» (Калифорния ждет)        | 3:29         |
| 7.  | «Spiral Staircase» (Винтовая лестница)        | 2:54         |
| 8.  | «Molly's Chambers» (Молли Чемберс)            | 2:15         |
| 9.  | «Genius» (Талант)                             | 2:48         |
| 10. | «Dusty» (Дасти)                               | 4:20         |
| 11. | «Holy Roller Novocaine»                       | 4:00         |
| 12. | «Talihina Sky [Скрытый трек]» (Небо Талухину) | 3:47         |

## Участники записи
- Калеб Фоллоуилл — вокал, ритм-гитара
- Мэтью Фоллоуилл (англ. Matthew Followill) — соло-гитара, фортепиано на «Talihina Sky»
- Джаред Фоллоуилл — бас-гитара, фортепиано на «Trani»
- Натан Фоллоуилл (англ. Nathan Followill) — барабаны, ударные музыкальные инструменты, вокал

## Чарты и сертификация
| Год  | Страна         | Позиция |
| ---- | -------------- | ------- |
| 2004 | Ирландия       | 18      |
| 2004 | Великобритания | 3       |
| 2004 | США            | 113     |
| 2008 | Австралия      | 46      |
| 2009 | Австралия      | 46      |

| Страна         | Организация | Сертификация  |
| -------------- | ----------- | ------------- |
| Австралия      | ARIA        | 3× платиновый |
| Великобритания | BPI         | золотой       |